# Oberrohrenstadt
Oberrohrenstadt ist ein Gemeindeteil der Gemeinde Berg bei Neumarkt in der Oberpfalz im Landkreis Neumarkt in der Oberpfalz in Bayern.

## Geografie
Der Weiler mit Kirche liegt im Oberpfälzer Jura, ca. 7 km nordöstlich des Gemeindesitzes rechts des Rohrenstädter Baches. Er ist mit Mitterrohrenstadt zusammengewachsen.

## Geschichte
Der Ort Rohrenstadt ist geteilt in Unterrohrenstadt, Mitterrohrenstadt und – als ältesten Teil – Oberrohrenstadt. Der Ortsname verweist mit „Rohr“ auf eine Ansiedlung in einem wasserreichen, sumpfigen, mit Schilfrohr bewachsenen Gebiet. Die Schenkung eines großen Hofes in Oberrohrenstadt vor 1225 an das Nürnberger Kloster St. Egidien stellt neuerdings die älteste urkundliche Erwähnung dar. Sofern der Stifter in der verderbten Urkundenabschrift richtig interpretiert werden kann, handelt es sich um den Reichsministerialen Turinhard von Penzenhofen-Pyrbaum (1140–1158). Der Besitz des Nürnberger Klosters St. Egidien kann das weitere Mittelalter hindurch verfolgt werden und bestand bis 1848 aus dem Hof Nr. 2 neben Schloss und Kirche. In (Mitter-)Rohrenstadt saßen ursprünglich die Rohrenstädter/Rornstädter, die um die Mitte des 13. Jahrhunderts erstmals fassbar werden. Sie waren Ministeriale der Hirschberger und Wohltäter des Benediktinerklosters Kastl. Ihr Stammsitz stand auf dem Berg oberhalb von Mitterrohrenstadt, im Volksmund „Racklburg“ genannt (nordöstlich von Mitterrohrenstadt und westlich von Wünricht gelegen). In der Klosterkirche Kastl findet man das Wappen der Rornstätter als das 25. an der Südseite des Langhauses in der Basilika, ein Schild, der von links oben nach rechts unten geteilt ist, das obere Feld in Gelb, das untere in Schwarz gehalten. Die ersten bekannten aus dem Geschlecht der Rornstätter waren die 1293 genannten „brueder von Rornstat“ Heinrich und Marquard, die als Zeugen für den Grafen Gebhard VII. von Hirschberg auftraten. 1306 sind Wernher, Marquard und Konrad von Rohrenstadt erwähnt, letzterer als „Ritter“ nochmals 1322. 1324 ist Friedrich von Rohrenstadt als Vogt des Klosters Kastl belegt. 1334 erscheint neben Konrad ein Ulrich von Rohrenstadt. Dieser Konrad und der Pfaffenhofener Richter Erhart von Rohrenstadt sind 1376 urkundlich erwähnt. 1412 ist ein Albrecht von Rornstatt als Schultheiß der Stadt Neumarkt bekannt. Ende des 15. Jahrhunderts erhielten Erhart d. J. und sein Bruder Albert von Rohrenstein den Schauenstein als Sitz.
Um 1350 ist die Kirche von (Ober-)Rohrenstadt erstmals urkundlich erwähnt, als eine Glocke angeschafft wurde; selbständige Pfarrei war Rohrenstadt St. Kolomann von 1444 bis zur Reformation 1625, wobei das Präsentationsrecht die Rornstädter bis zum Verzicht im Jahre 1522 besaßen und auch ein späterer Schlossbesitzer mit seinem Gesuch von 1693 an die Regierung in Amberg es nicht mehr beanspruchen konnte. Die heutige Kirche ist ein Neubau des 18. Jahrhunderts, wobei von der Vorgängerkirche, die um 1440 erbaut worden war, der frühgotische Kirchturm übernommen wurde. Der letzte Rornstätter, Georg von Rornstatt, hatte nämlich seinen Besitz, das „Pfarrlehen, Vogtey, Höfe, Zins, Gült, Mannschaft und Gerechtigkeiten zu Ober-. Mitter- und Unterrohrenstatt“ 1522 an den pfälzischen Kurfürsten Ludwig V. verkauft, der Rohrenstadt dem Pflegamt Haimburg unterstellte. Auf die Rornstätter folgten als Lehensnehmer des Landsassengutes Rohrenstadt Hans und Thomas von Strahlenfels (1527), 1540 Thamann, nach 1548 Jobst von Ratzenberg, 1550 Konrad Waldstromer, 1558 Hans von Strahlenfels, 1570–1602 Thomas von Strahlenfels, ab 1614 Hartmann Flach, 1640 Otto von Loefen zu Heimhof und Ebermannsdorf, 1717 der kurpfälzische Neumarkter Rentkammerrat Johann Güldenkopf, 1739 dessen Schwager, der damalige Nürnberger Bürgermeister. Danach gelangte das inzwischen erheblich verkleinerte Gut an „ungefreite Hände“, nämlich an den Schullehrer Stadler und nach ihm an den Pfarrer Scharl zu Stöckelsberg, der es an Verwandte weitergab.
Im Landshuter Erbfolgekrieg 1504/05 wurde der Weiler gebrandschatzt. Vermutlich wurde auch die Racklburg in diesem Krieg, durch den die Gegend für fast zwei Jahrzehnte an Nürnberg fiel, zerstört. Der Sitz auf der Anhöhe wurde nicht wiederaufgebaut, sondern im späten 15. Jahrhundert durch die Rornstätter ein Wasserschloss im Tal des Rohrenstädter Baches errichtet, das im 18. Jahrhundert umgebaut wurde.
Im Dreißigjährigen Krieg brannte 1626 der Pfarrhof ab. 1645 verhandelte Eichstätt mit dem Schlossherrn Otto Loefen über den Wiederaufbau; noch 1730 lehnte Eichstätt die Besetzung der Pfarrei Rohrenstadt mit Hinweis auf den abgegangenen Pfarrhof und zu geringer Dotation zweier Pfarreien (Rohrenstadt und Stöckelsberg) ab. Als 1639 die Ämter der pfalzgräflichen Regierung nach Amberg die Zahl der Höfe melden mussten, die belegungsfähig für das Winterquartier der Truppen gelten konnten, wurde für Oberrohrenstadt keine Meldung gemacht, die wenigen Höfe des Weilers lagen wohl kriegsbedingt öd.
Seit Mitte des 18. Jahrhunderts war Oberrohrenstadt kein Landsassensitz mehr, sondern zumeist in bäuerlichem Besitz. Nach mehrfachem Besitzerwechsel ist das Rohrenstätter Schloss seit 1925 im Besitz der Familie Pielenhofer, die das Gebäude zuletzt 1990 renovierte.
Gegen Ende des Alten Reiches, um 1800, bestand Oberrohrenstadt aus drei Anwesen, die zwei Grundherren gehörten: Dem Kastenamt Haimburg unterstand das Schlossgut mit dem Besitzer Schuller und ein weiterer Hof, von der Größe her ein Achtelhof. Die Reichsstadt Nürnberg verwaltete für das Landalmosenamt den Kirchbauernhof, von der Größe her ein Halbhof. Die Hochgerichtsbarkeit übte das kurfürstliche Pflegamt Haimburg aus.
Im Königreich Bayern (1806) wurde ein Steuerdistrikt Stöckelsberg, bei der Gemeindebildung um 1810/20 die Ruralgemeinde Stöckelsberg im Landgericht und Rentamt Kastl gebildet. Ihr gehörten die Ansiedelung Stöckelsberg und das ehemalige, vom Kloster Kastl als Lehen vergebene Landsassengut Rornstadt an, bestehend aus Unter-, Mitter- und Oberrohrenstadt. 1862 kam das Landgericht Kastl und damit auch die Gemeinde Stöckelsberg zum neuen Bezirksamt Velburg, bei dessen Auflösung im Jahr 1880 zum Bezirksamt Neumarkt in der Oberpfalz.
1850/51 wurde der Zweidrittelzehnt des Pfarrers von Stöckelsberg „in den 3 Rohrenstadt“ fixiert auf 23 Scheffel Korn und elf Scheffel Haber. 1908 gab es in Mitterrohrenstadt eine Schule, in die die Kinder von ganz Rohrenstadt, Reicheltshofen und Wünricht gingen.
Im Zuge der Gebietsreform in Bayern fusionierten am 1. Mai 1972 die Gemeinde Stöckelsberg und die aufgelöste Gemeinde Häuselstein mit ihren vier Ortsteilen Häuselstein, Reicheltshofen, Wünricht und Mauertsmühle. Diese vergrößerte Gemeinde wurde ihrerseits am 1. Mai 1978 in die Großgemeinde Berg eingegliedert. Seitdem ist Oberrohrenstadt ein Gemeindeteil von Berg bei Neumarkt in der Oberpfalz.
Der 1964 gegründete Schützenverein Wiesengrund Rohrenstadt hat sein 1998 eingeweihtes Schützenhaus in der Unteren Dorfstraße von Unterrohrenstadt.

### Einwohnerentwicklung
- 1836: 22 (4 Häuser)[11]
- 1871: 24 (10 Gebäude; Viehbestand: 9 Stück Rindvieh)[12]
- 1900: 15 (3 Wohngebäude)[13]
- 1937: 27 (Katholiken)[B 6]
- 1950: 17 (5 Wohngebäude)[14]
- 1961: 17 (4 Wohngebäude)[15]
- 1970: 17[16]
- 1987: 13 (4 Wohngebäude, 4 Wohnungen)[17]
- 2015: 17 (Stand: 31. Dezember; 7 männlich, 10 weiblich)[18]

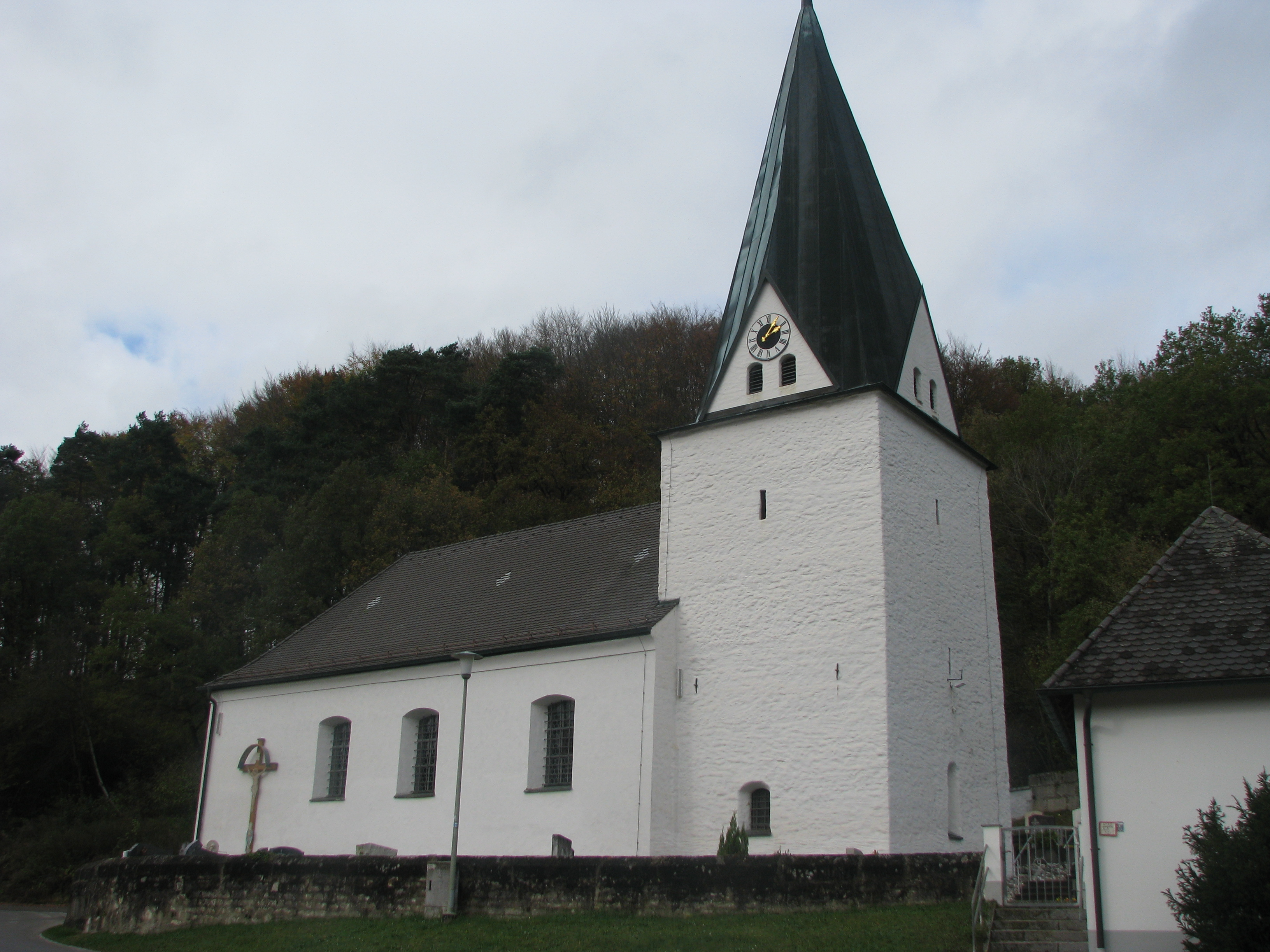
Kath. Kirche St. Kolomann

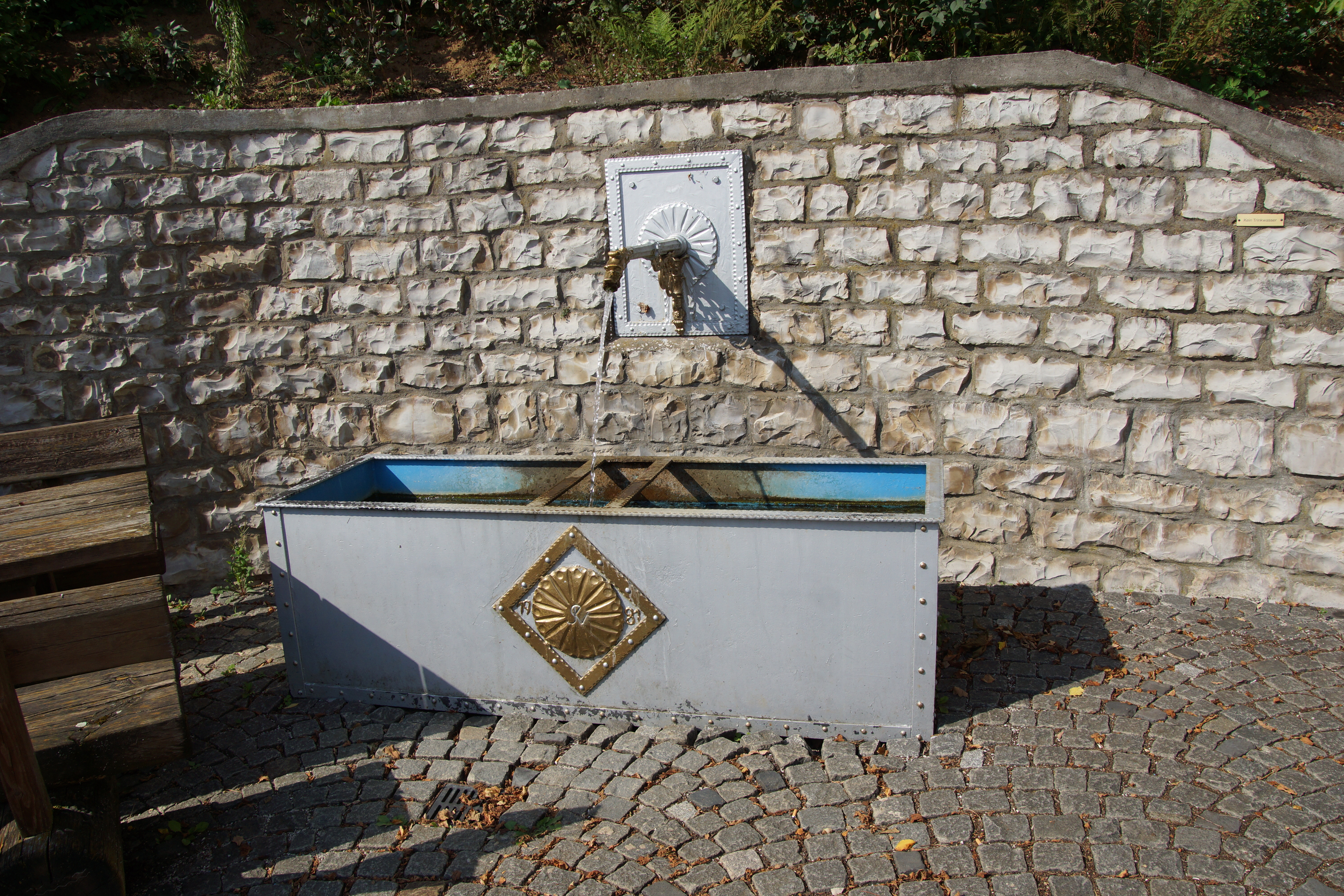
Ortsbrunnen bei der Kirche St. Kolomann

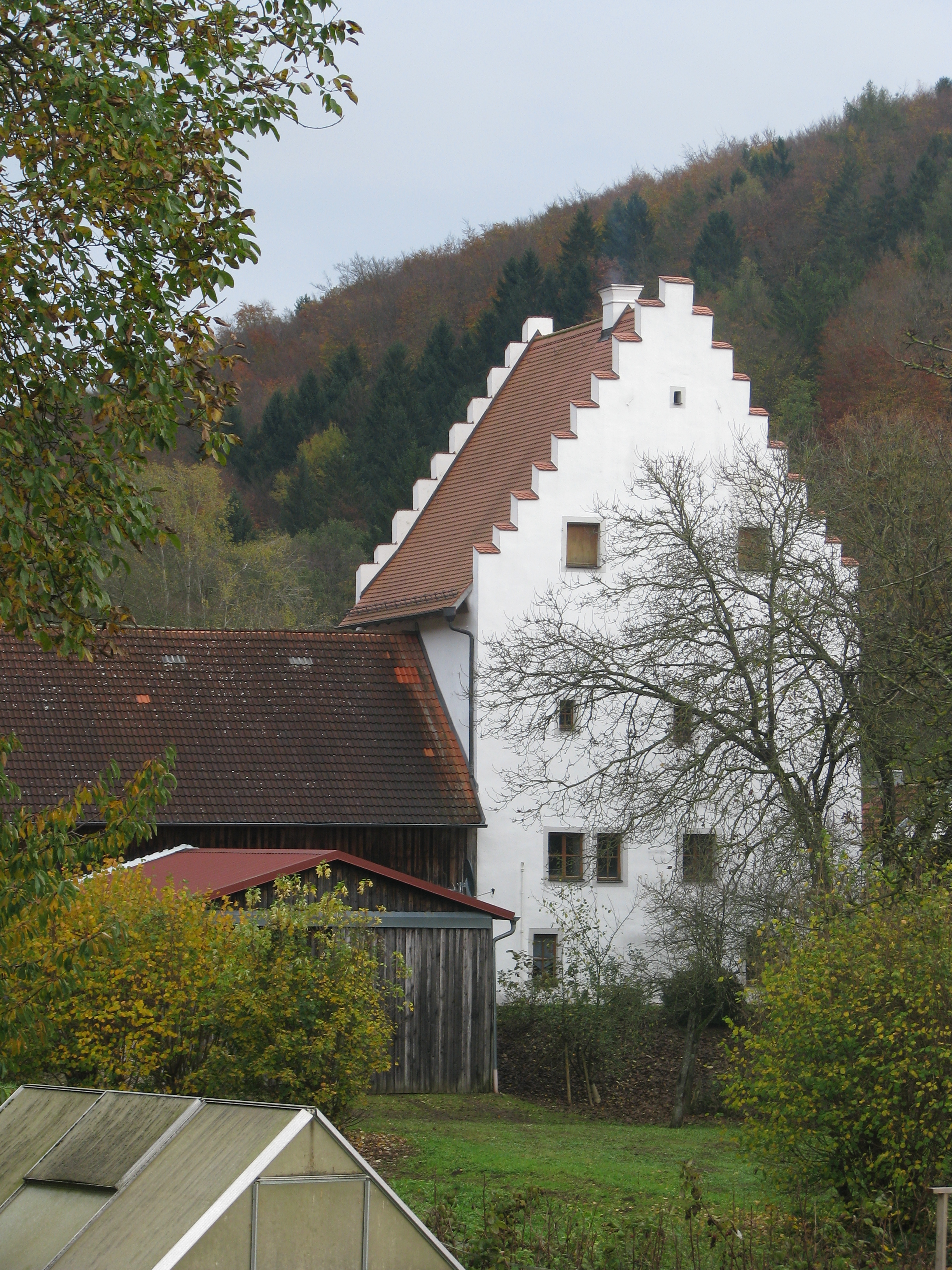
Ehemaliges Wasserschloss Oberrohrenstadt

## Sehenswürdigkeiten
- Spätgotisches dreigeschossiges Weiherhaus mit Satteldach und Treppengiebeln, Schloss der Rornstätter, um 1495 erbaut und um 1719 umgebaut. 1955 wurde das Schloss verputzt und 1990 renoviert.[9]
- Filialkirche St. Kolomann, Filiale zu Stöckelsberg. 1792 unter Beibehaltung des in der Substanz frühgotischen Chorturmes neu errichtet. Saalbau von 12 mal 8 m. 1808 – die Kirche war noch immer ohne Einrichtung – wurden u. a. drei Altäre aus der abgebrochenen Pfarrkirche von Plankstetten aufgekauft. Die Orgel von 1919 stammt vom Orgelbauer Bittner aus Eichstätt; sie kam auf eine neue Empore. 1937 hängen im Turm drei Glocken aus dem 14. bis 16. Jahrhundert. Friedhofsmauer aus dem 17./18. Jahrhundert. Von 1542 bis 1626 mit der Reformation lutherisch.[B 7]
- Brunnen bei der Kirche St. Kolomann

## Verkehrsanbindung
Oberrohrenstadt ist über eine Gemeindeverbindungsstraße zu erreichen, die von der Kreisstraße NM 9 nahe bei der Ausfahrt Oberölsbach der A 3 abzweigt und über Unterrohrenstadt und Mitterrohrenstadt weiter nach Oberrohrenstadt führt.
Vom Ort geht eine Gemeindeverbindungsstraße hinauf nach Bischberg.